# Vita Zsigmond
Vita Zsigmond (Nagyenyed, 1906. június 16. – Kolozsvár, 1998. január 1.) erdélyi magyar irodalom- és művelődéstörténész, bibliográfus, Vita Sándor öccse. Írói álneve, szignói: Tinódi Gábor, nd, a. d.

## Életpályája
Középiskoláit 1916-ban a gyulafehérvári Majláth Főgimnáziumban kezdte, szülővárosában, a Bethlen Gábor Kollégiumban érettségizett 1924-ben, ahol később maga is negyedszázadon át (1928–1953 között) tanított.
A kollégiumban a legkedvesebb tanára, Áprily Lajos irányításával működő irodalmi körnek utolsó éves diákként elnöke is volt. A kolozsvári I. Ferdinand Egyetem bölcsészkarán szerzett magyar–román–francia szakos tanári oklevelet 1928-ban, majd egy évig Párizsban és Grenoble-ban egészítette ki tanulmányait.
1933–1940 között az Erdélyi Fiatalok főmunkatársa. 1930-tól volt munkatársa az Erdélyi Helikonnak, és 1942-ben az íróközösségnek is tagja lett. 1943–1944-ben a dél-erdélyi irodalmi lap, a Havi Szemle egyik szerkesztője. 1956-tól nyugdíjazásáig (1968) a Kollégium államosított Bethlen Könyvtárában volt könyvtáros. Élete utolsó időszakát felváltva töltötte Enyeden és Kolozsváron.

## Munkássága
Kezdetben az erdélyi magyar irodalmi eseményeket nyomon követő kritikák, tanulmányok (pl. a Kelet Népében: Az erdélyi irodalom útkeresései. 1938/2–5) mellett a tárgyi és szellemi néprajz, a gyermekirodalom vonzotta, de hamar rátalált a leginkább rászabott kutatási területre: ennek jegyében aztán szülővárosának tudomány- és művelődéstörténeti múltját kutatta évtizedeken át, jóformán minden fontos enyedi személyiség életútját bemutatva a hazai magyar folyóiratokban (Erdélyi Irodalmi Szemle, Erdélyi Helikon, Erdélyi Múzeum, Pásztortűz, Korunk, Utunk, A Hét, Művelődés, Könyvtári Szemle), valamint a magyarországi időszaki sajtóban. Tanulmányai jelentek meg a Népismereti dolgozatok 1976, 1978, 1980. évi köteteiben, az Utunk Kodályhoz című tanulmánykötetben (Bukarest 1984). Társszerzője volt az óvónő- és tanítóképzők számára kiadott Gyermek- és ifjúsági irodalom című tankönyvnek (társszerzők Király László, Józsa Miklós és Jarosievitz Edit, Bukarest, 1975).
Levelezését Vita Sándorral Nagy Pál rendezte sajtó alá (Kedves Zsigmond. Marosvásárhely, 2009).

### Kötetei
- Nemzet és sors a Bánk bánban (Lugos, 1941)
- A "Kolozsvári Nevelői Kör" története; Husvéth–Hoffer ny., Lugos, 1941 (Délerdélyi és bánsági tudományos füzetek)
- Erdélyi művelődési törekvések száz évvel ezelőtt; Husvéth–Hoffer ny., Lugos, 1941 (Délerdélyi és bánsági tudományos füzetek)
- Románia magyar irodalmának bibliográfiája 1940-ben, a bécsi döntés utáni időszakban és 1941-ben (Kolozsvár, 1943, Erdélyi Tudományos Füzetek)
- A Bethlen-kollégiumi színjátszás a XVII. és XVIII. században (Kolozsvár, 1943)
- A nagyenyedi Bethlen-kollégium ifjúságának irodalmi törekvései a reform-korszak kezdetén (Kolozsvár, 1943)
- Románia magyar irodalmának bibliográfiája 1942-ben (Kolozsvár, 1944)
- Tudománnyal és cselekedettel (irodalomtörténeti tanulmányok, Bukarest, 1968)
- Áprily Lajos – az ember és a költő (monográfia, Bukarest, 1972)
- Jókai Erdélyben (Bukarest, 1975)[1]
- Művelődés és népszolgálat. Tanulmányok; Kriterion, Bukarest, 1983
- Gyermek- és ifjúsági irodalom. Tankönyv az óvónő- és tanítóképző pedagógiai liceumok számára; többekkel; Ed. Didactică şi Pedagogică, Bucureşti, 1983
- Az enyedi kohó; Magvető, Bp., 1986
- Enyedi évek, enyedi emberek (visszaemlékezés, Csíkszereda, 1998)
- Erdélyi sétáló. Művelődéstörténeti tanulmányok; vál. Kozma Mária; Pallas-Akadémia, Csíkszereda, 2000 (Bibliotheca Transsylvanica)
- Kedves Zsigmond! Vita Sándor levelei Vita Zsigmondhoz; sajtó alá rend. Győrfi Dénes; Mentor, Marosvásárhely, 2009

## Szerkesztései
- Magyar verseskönyv; Grafica Ny., Cluj, 1936?
- Magyar népmesék (Szentmiklósi Ferenccel. Nagyenyed, 1943)
- A vak király (magyar népmesék, Nagyenyed, 1943)
- Romániai magyar írók antológiája (Nagyenyed, 1943)
- Románia magyar irodalmának bibliográfiája 1940-ben, a bécsi döntés utáni időszakban és 1941-ben; összeáll. Vita Zsigmond; Erdélyi Múzeum-Egyesület, Kolozsvár, 1943 (Erdélyi tudományos füzetek)
- Románia magyar irodalmának bibliográfiája 1942-ben; összeáll. Vita Zsigmond; Erdélyi Múzeum-Egyesület, Kolozsvár, 1944 (Erdélyi tudományos füzetek)
- Magyar helyesírási szótár. A Magyar Tudományos Akadémia 1941. évi szabályai alapján összeállította Vita Zsigmond; Betlen Ny., Aiud–Nagyenyed, 1946
- Kerekecske-dombocska (Gáspár János gyűjteménye alapján sajtó alá rendezte, Bukarest 1956, újrakiadása uo., 1978)
- Gyulai Pál: A szél és a nap (versek és mesék, Bukarest, 1975)
- Szentmiklósi Ferenccel összeállította az I–II. gimnáziumi osztályos tanulók számára a Magyar olvasókönyvet (Nagyenyed, 1943) és a Magyar nyelvtant (uo., 1943)